# Campeonato Internacional de Tênis de Campinas 2013
Il Campeonato Internacional de Tênis de Campinas 2013 è stato un torneo di tennis facente parte della categoria ATP Challenger Tour nell'ambito dell'ATP Challenger Tour 2013. È stata la 3ª edizione del torneo che si è giocata a Campinas in Brasile dal 16 al 22 settembre 2013 su campi in terra rossa e aveva un montepremi di $35,000+H.

## Partecipanti singolare

### Teste di serie
| Nazionalità | Giocatore       | Ranking* | Testa di serie |
| ----------- | --------------- | -------- | -------------- |
| Argentina   | Guido Pella     | 98       | 1              |
| Argentina   | Martín Alund    | 111      | 2              |
| Stati Uniti | Wayne Odesnik   | 122      | 3              |
| Portogallo  | Gastão Elias    | 131      | 4              |
| Cile        | Paul Capdeville | 151      | 5              |
| Argentina   | Guido Andreozzi | 169      | 6              |
| Argentina   | Agustín Velotti | 171      | 7              |
| Argentina   | Máximo González | 185      | 8              |

- Ranking al 9 settembre 2013.

### Altri partecipanti
Giocatori che hanno ricevuto una wild card:
- Rogério Dutra da Silva
- Fernando Romboli
- Ghilherme Scarpelli
- Caio Zampieri

Giocatori che sono passati dalle qualificazioni:
- Mitchell Krueger
- Sergio Galdós
- Guillermo Durán
- Tiago Lopes

## Vincitori

### Singolare
Guilherme Clezar ha battuto in finale  Facundo Bagnis con il punteggio di 6–4, 6–4.

### Doppio
Guido Andreozzi /  Máximo González hanno battuto in finale  Thiago Alves /  Thiago Monteiro con il punteggio di 6–4, 6–4.